# Sörvik (commune de Ludvika)
Pour les articles homonymes, voir Sörvik.
Sörvik est une localité de Suède dans la commune de Ludvika située dans le comté de Dalécarlie.
Sa population était de 679 habitants en 2019.